# NGC 638
NGC 638 je spirální galaxie v souhvězdí Ryb. Její zdánlivá jasnost je 13,7m a úhlová velikost 0,8′ × 0,5′. Je vzdálená 145 milionů světelných let, průměr má 35 000 světelných let. Je Markaranova galaxie výrazně zářící v ultrafialovém oboru. Galaxie je členem skupiny galaxií LGG 28, skupiny okolo galaxie NGC 645. Galaxii objevil 22. října 1886 Lewis A. Swift.